# Epiprinus balansae
Epiprinus balansae är en törelväxtart som först beskrevs av Ferdinand Albin Pax och Käthe Hoffmann, och fick sitt nu gällande namn av François Gagnepain. Epiprinus balansae ingår i släktet Epiprinus och familjen törelväxter.
Artens utbredningsområde är Vietnam. Inga underarter finns listade i Catalogue of Life.